# Trinity Bridge (Greater Manchester)

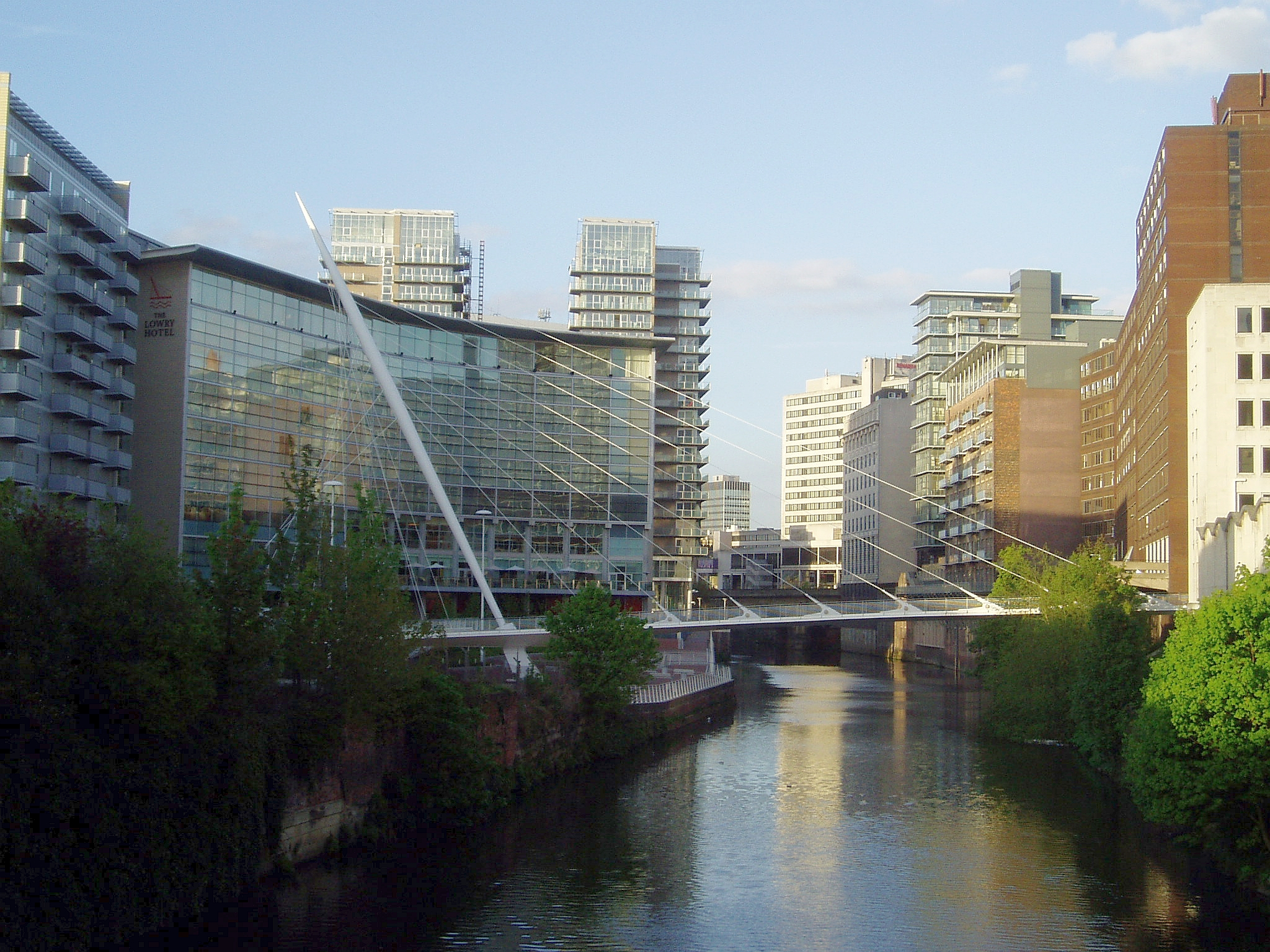
Trinity Bridge

Die Trinity Bridge ist eine Fußgängerbrücke über den Fluss River Irwell, welche die beiden Städte Manchester und  Salford in England verbindet.
Die 1995 eröffnete freitragende Schrägseilbrücke wurde von dem spanischen Architekten Santiago Calatrava entworfen, es war einer seiner frühesten Brückenbauarbeiten. Die Brücke hat ein typisches Calatrava-Design unter Verwendung gerader Linien als eine Struktur, die durch den runden, schräg geneigten Pylon mit 41 Meter Höhe dominiert wird. Die vertikalen Lasten der einhüftigen Brücke werden über die harfenförmigen Spannseile in Form von Zugkräften an die Pylone geleitet und von dieser in Form von Druckkräften senkrecht in den Fahrbahnträger neutralisiert. 
Die Brücke wurde im Rahmen des 15-Jahres-Wartungsprogramms 2010 geprüft und neu gestrichen.